# 3354 McNair
3354 McNair eller 1984 CW är en asteroid i huvudbältet som upptäcktes den 8 februari 1984 av den amerikanske astronomen Edward L.G. Bowell vid Anderson Mesa Station. Den är uppkallad efter den amerikanska astronauten Ronald McNair som omkom i olyckan med rymdfärjan Challenger den 28 januari 1986.
Asteroiden har en diameter på ungefär 7 kilometer.